# すもも (プロゲーマー)
すもも（SUMOMOXqX、すももえっくす 1988年1月13日 - ）は、日本のプロゲーマー・ストリーマー、バーチャルYouTuber。プロゲーミングチームDetonatioN Gamingに所属しており、YouTubeやtwitchで生配信及び動画投稿を行っている。

## 人物
- 名前の由来はテレビアニメ『すもももももも』から[1]。
- 小学校4年生から高校生まで柔道をやっていた。
- イルカの鳴き真似が得意。

## 来歴
かつてはニコニコ生放送やTwitchにてゲーム配信を行っていたが、2016年9月1日にDetonatioN Gamingのオーバーウォッチ部門に加入。
2017年9月20日にはPUBG部門の発足とともに移籍し、2021年10月にはストリーマー部門へ移籍している。

## 戦績
PUBGではソロプレーでのレートランキングはアジアサーバーで最高14位、オセアニアサーバーで最高1位、韓国/日本サーバーで最高1位である（2017年10月現在。韓国/日本サーバーは本実装前のテストサーバーでの成績）。
オーバーウォッチでの最高レートは4270ほどである。一番得意なヒーローはゼニヤッタで、その他にもアナやリーパーなどを使用する。

## 出演

### イベント
- 配信者ハイパーゲーム大会 (2023年3月25日・26日、OPENREC.tv)
- 第2回配信者ハイパーゲーム大会 (2024年3月16日・17日、OPENREC.tv)